# Lysipp

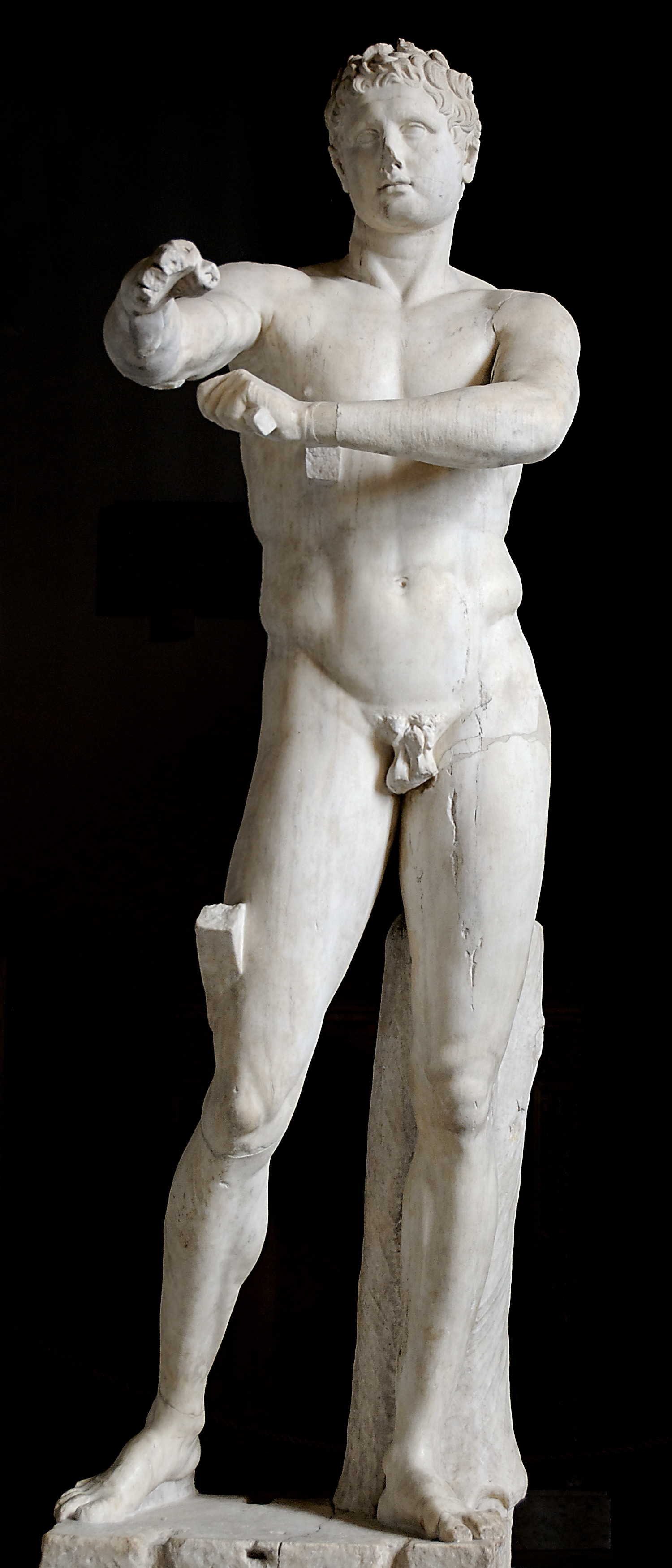
Statue des Apoxyomenos, römische Kopie in den Vatikanischen Museen

Lysippos (griechisch Λύσιππος Lýsippos; * wohl 400/390 v. Chr. in Sikyon; † gegen Ende des 4. Jahrhunderts v. Chr.), deutsch meist Lysipp, war ein griechischer Bildhauer und Erzgießer, der vor allem in der 2. Hälfte des 4. Jahrhunderts v. Chr. tätig war.

## Leben
Lysipp war der bedeutendste Plastiker des 4. Jahrhunderts v. Chr. auf der Peloponnes, unterhielt eine große Bildhauerschule in Sikyon und schuf angeblich über 500 Statuen. Er arbeitete für zahlreiche Auftraggeber aus dem gesamten griechischen Kulturraum, von Kleinasien und Rhodos über Thessalien und Makedonien, die Peloponnes und Boiotien, Delphi, Aitolien und Akarnanien bis nach Tarent. Unter seinen Werken waren alle Formate und zahlreiche Themen vertreten, darunter Götter, Heroen, Musen, Athleten und Porträts von Staatsmännern, Philosophen und Königen. Einer antiken Legende nach ließ sich Alexander der Große in Bronze nur von ihm darstellen, so wie er sich nur von Apelles malen ließ.
Als Bildhauer führte er ein neues Naturverständnis ein, das ihm bereits in der Antike das Urteil einbrachte, am vollkommensten die natürliche Erscheinung zu berücksichtigen. Plinius überliefert die sprichwörtliche Wendung, „er stelle Menschen dar, nicht wie sie seien, sondern wie sie erschienen.“ Er setzte sich hiermit bewusst vom Stil Polyklets ab, in dessen Nachfolge er als Künstler insbesondere aus Sikyon stand. Während er weiterhin an dem durch Ponderation ausgeglichenen Gegensatz von Standbein und Spielbein festhielt, das in seiner deutlichsten Ausprägung von Polyklet in die Kunst eingeführt wurde, veränderte er die Proportionen der Gliedmaßen, was sich zum Beispiel in einer Längung der Beine, einer schmaleren Körperdarstellung insgesamt und einer Verkleinerung der Kopfproportion ausdrückte. Bereits der antiken Kunstgelehrsamkeit waren diese abgrenzenden Eigenheiten seines Stils bekannt. Insbesondere sein Apoxyomenos vermittelt eine Vorstellung seines Stils und zeugt von einem weiteren Moment lysippischen Kunstschaffens: Der Eroberung des Raumes, der durch das Vor und Zurück der Gliedmaßen den Betrachter in den Raum des Bildnisses einbezieht, den „Betrachter direkt angeht“. Weitere zuweisbare Werke sind ein Alexanderporträt und das Porträt des Sokrates, die Lysipp in der schriftlichen Überlieferung zugeschrieben werden und die man mit seinem Stil verbinden kann.
Dennoch gestaltet sich die Auseinandersetzung mit seinem Werk, das nur in Form römischer Marmorkopien erhalten ist, schwierig, da sein immenser Einfluss zahlreiche Nachahmer seines Stils hervorbrachte. So arbeitete bereits sein Sohn Euthyktates in seinem Stil und eine Generation später brachte es Tysikrates so weit, dass man seine Statuen von denen Lysipps kaum unterscheiden konnte. Einer seiner Schüler war Chares von Lindos, der den Koloss von Rhodos schuf.
Angesichts einer ironischen Spitze des Petronius ist der unglaubliche Werkumfang Lysipps kaum zu erklären. Denn Petronius ließ ihn im Satyricon hungers sterben, während er über dem Entwurf zu einer Statue brütete. Anderseits ist es Zeugnis seiner überlieferten Detailversessenheit und er wurde für die Details seiner Haargestaltung gerühmt.

## Werke
- Apoxyomenos (ein Athlet, der sich vom Staub des Ringplatzes säubert; Marmorkopie in den Vatikanischen Museen)
- Herakles Farnese (Museo Nazionale, Neapel)
- Hermes, der sich Sandalen anzieht („Sandalenbinder“; Lansdowne House, London / Louvre, Paris / Glyptothek, München)
- Kairos („Die rechte Zeit“) im Vorhof eines Tempels in Sikyon; junger Mann mit geflügelten Schuhen, dessen Hinterkopf kahl ist, dem aber eine Haarlocke ins Gesicht fällt.
- Eros
- Kolossalstatue des Zeus in Tarent
- ein Viergespann mit dem Sonnengott Helios in Rhodos
- eine betrunkene Flötenspielerin
- Statuen von Olympiasiegern, von Seleukos I. und Äsop
- Statue eines Silens mit dem Dionysosknaben in den Vatikanische Museen, Braccio Nuovo
- Mit Leochares schuf er eine Bronzegruppe, die eine Löwenjagd Alexanders zeigte

## Lysipp als Namensgeber
Der Merkurkrater Lysippus und der Asteroid (5984) Lysippus sind nach Lysipp benannt.